# カルヴァリ級潜水艦
カルヴァリ級潜水艦(カルヴァリきゅうせんすいかん、英語： Kalvari class submarines)はインド海軍向けに建造されたソビエト連邦のフォックストロット級潜水艦である。8隻が全艦ソ連で新規に建造された。

## 同型艦
最後まで在籍していた"S42 ヴァグリ(Vagli)"は2011年に退役するものと見られていたが、2010年9月12日に退役している。
| 艦番号 | 艦名/英名称              | 就役            | 退役            |
| ------ | ------------------------ | --------------- | --------------- |
| S23    | カルヴァリ (Kalvari)     | 1967年 12月8日  | 1996年 5月31日  |
| S22    | カンデリ (Khanderi)      | 1968年 12月6日  | 1989年 10月18日 |
| S21    | カラニ (Karanj)          | 1969年 9月4日   | 2003年 8月1日   |
| S20    | クルスラ (Kursura)       | 1969年 12月18日 | 2001年 9月27日  |
| S41    | ヴァギル (Vagir)         | 1973年 11月3日  | 2001年 6月7日   |
| S43    | ヴァグシーア (Vagsheer ) | 1974年 12月26日 | 1997年 4月30日  |
| S40    | ヴェラ (Vela)            | 1973年 8月31日  | 2010年 6月25日  |
| S42    | ヴァグリ (S42 Vagli)     | 1974年 8月10日  | 2010年 9月12日  |